# Patrizia Laquidara
Patrizia Laquidara (Catânia, 29 de Outubro de 1972) é uma cantora e compositora italiana.

## Biografia
Patrizia Laquidara nasce em Catânia, Sicília, mas depois alguns anos muda-se para uma pequena cidade da
província de Vicenza, no Norte da Itália. Aqui estuda música, trabalha como contabilista e canta em piano-bares nos finais de semana.
Em 1998 freqüenta a escola CET, em Bolonha, como cantora e compositora de música popular do Vêneto e da Lombardia. Esta escola é dirigida por o célebre Mogol, autor das letras das cancões de Lucio Battisti.
Em 1999 pública a canção "Stella nascente" no álbum "Canzoni per Ornella Vanoni e Mario Lavezzi", mas o seu amor verdadeiro é a música brasileira e publica, em 2001 o seu primeiro álbum pessoal "Para você querido Caé", dedicado a Caetano Veloso.
A sua canção "Agisce" (cantada em português também, "Age"), vence o "Prémio Città di Recanati", como melhor música, crítica e interpretação.
Em 2003 participa no Festival de Sanremo e conquista o Prémio da crítica e o Prémio da melhor interpretação, cantando a canção "Lividi e Fiori". Pública também o novo álbum "Indirizzo portoghese".
Em 2004 faz muitos concertos com "Indirizzo portoghese live" e canta com a pianista Debora Petrina.
Em 2005 faz a música do filme "Manuale d'amore", por Giovanni Veronesi. A canção mais notória deste filme é "Noite e luar", em língua portuguesa.
Em 2006 participa no festival internacional de música étnica "Suoni dell'altro mondo" e no "Premio Tenco".
Em 2007 pública o seu terceiro álbum, "Funambola" e recebe o "Prémio Maschera d'Oro" do Conservatório de Bolonha, como cantora de música popular.
Em 2009 participa na Festa do cinema italiano, em Lisboa. O emblema deste festival è a canção "Personaggio", do álbum "Funambola". Recebe o Prémio Giovanni Paisiello, dos Magna Grecia Awards e faz concertos nos EUA, nas cidades de Seattle, San Francisco, Los Angeles e New York.

## Discografia

### Álbuns
- Para você querido Caé (2001)
- Indirizzo portoghese (2003)
- Funambola (2007)

### Singles
- Stella nascente, no álbum "Canzoni per Ornella Vanoni e Mario Lavezzi" (1999)
- Agisce
- Lividi e fiori (2003)
- Per causa d'amore
- Indirizzo Portoghese
- Parlami d'amore, Mariù
- Le cose (2007)
- Personaggio (2008)
- Ziza (2008)
- Assenza, no álbum "Capo Verde, terra d'amore vol. I" (2009)